# 萩夏まつり
萩夏まつり（はぎなつまつり）は、山口県萩市で8月1日から3日にかけて行われる祭り。

## 概要
萩市中心部の西田町（にしたまち）から東田町（ひがしたまち）にかけての地区が歩行者天国となり、屋台や出店等が集まり、市民総踊り大会などが行われる。
もともと萩では陰暦6月の1か月間が住吉祭と呼ばれる祭であった。明治以降は7月30日から8月3日までになった。しかし経費難から、神社の世話人が市の観光協会と相談の上、1963年から「萩観光夏まつり」を開催するようになった。さらに市の商工観光課や観光協会、商工会議所などを巻き込んで開催しているのが萩夏まつりである。

### 萩・日本海大花火大会
- 開催日：8月1日（雨天荒天の場合は8月4日に延期）
- 打上玉数：約8,000発
- 会場：菊ヶ浜海水浴場
- 駐車場：萩市民球場駐車場、萩市役所前庭駐車場、萩市立明倫小学校、萩市営新堀駐車場

各駐車場からシャトルバスが運行される。
- 備考：コミュニティバスの萩循環まぁーるバス西回りは、菊ヶ浜周辺が歩行者天国となる為、運行ルートが変更される。
- 地元ケーブルテレビ局の萩ケーブルネットワークでは特別番組として花火大会の生中継を実施する他、コミュニティFM局のFM NANAKOでも特別編成放送となる。

### 市民総踊り大会
- 開催日：8月2日
- 会場：萩市中心部
- 当日17時からオープニングパレードがあり、その後「市民総踊りヨイショコショパレード」、「トコトンヤレ節パレード」、「よさこい・維新踊り」などが行われる。

### その他
- 8月3日は、夕方に「のんた大提灯パレード」、夜には「ゆかた美人コンテスト・ゆかたキッズショー」が行われる他、踊り車（浜崎町 - 呉服町 - おまつり広場 - 浜崎町）、住吉神輿（浜崎町 - 熊谷町 - 住吉神社）、お船謡（浜崎町 - 熊谷町 - 瓦町 - 住吉神社）等が行われる。

- 2020年・2021年の「萩夏まつり」は、新型コロナウィルス感染症の感染拡大防止のため、同実行委員会判断の下開催中止となった。